# Миравале (Асти)
Миравале је насеље у Италији у округу Асти, региону Пијемонт.
Према процени из 2011. у насељу је живело 9 становника. Насеље се налази на надморској висини од 219 м.